# Falkenheim

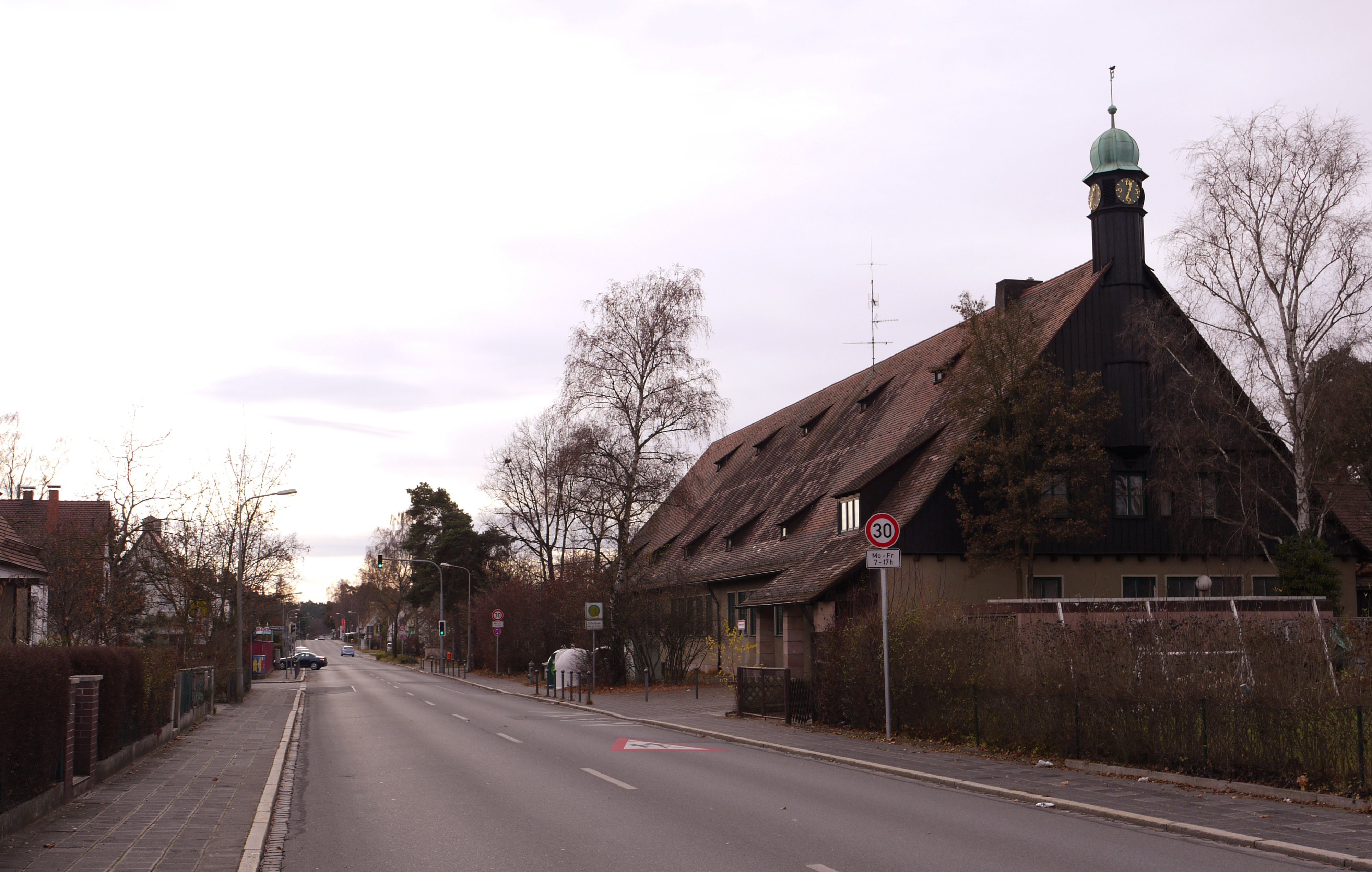
La Saarbrückener Straße à Falkenheim.

Falkenheim est un secteur du sud de la ville de Nuremberg en Allemagne et une circonscription statistique de cette ville, portant le numéro 422. 

## Situation
Le quartier de Falkenheim se trouve au sud du cimetière du Sud (Südfriedhof) et au nord de la route de contournement Sud entre Gartenstadt à l'ouest et Kettelersiedlung au nord-est. La partie à l'est de la Saarbrückener Straße forme le district 442 de Falkenheim et à l'ouest de cette rue le district statistique 451 Gartenstadt (Süd).

## Histoire

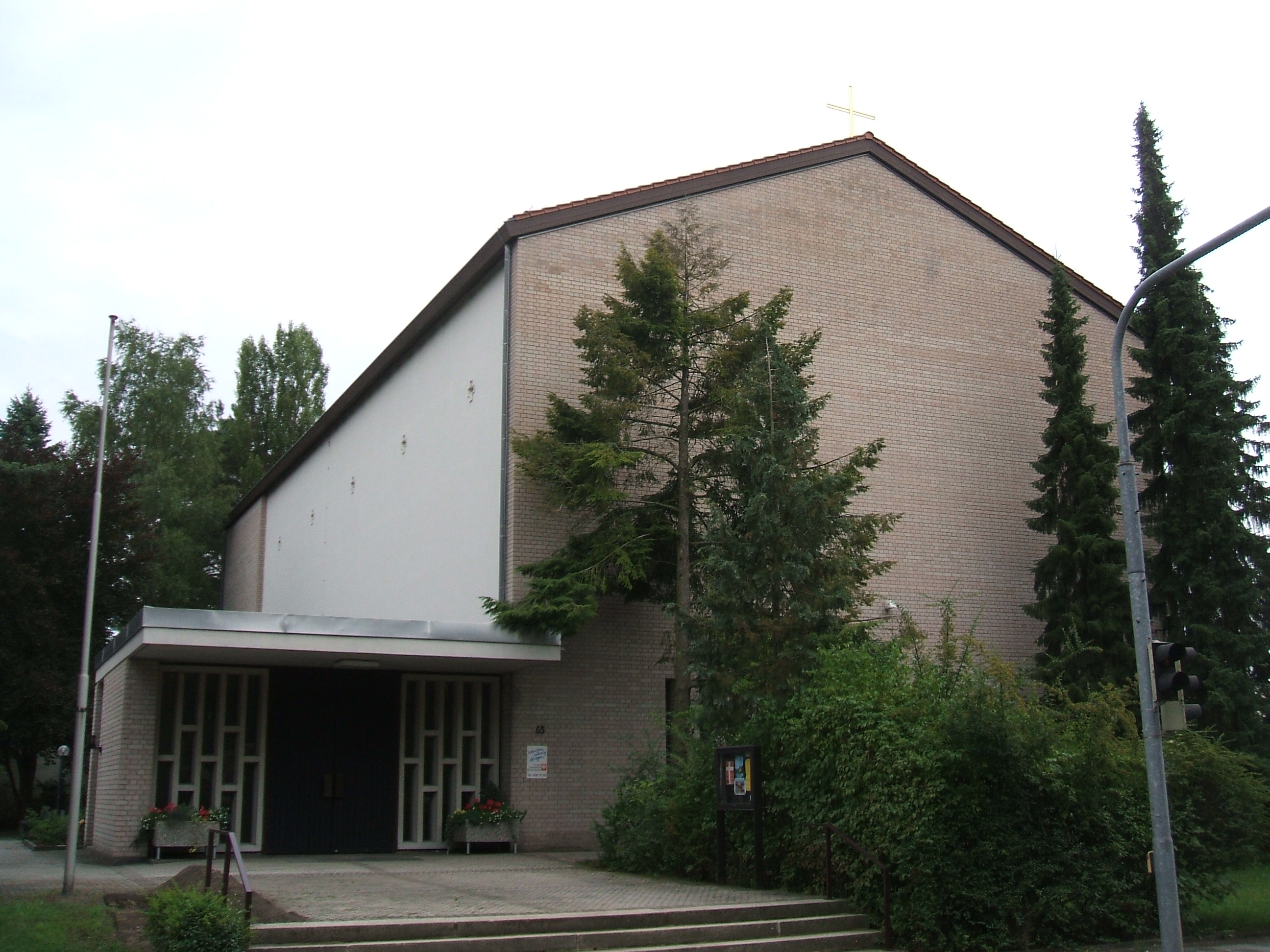
Façade de l'église Saint-Wunibald.

La pierre de fondation de la double maison du n° 54-56 de la Pfälzer-Wald-Straße posée par le bourgmestre Julius Loßmann le 1er juillet 1950 marque le début du programme de construction de Falkenheim. C'est dans ce cadre que sont construits les années suivantes 217 maisons d'habitation. La phase de construction se développe dans les années 1960. Des maisons doubles mesurent pour chaque moitié 90 m², pour une surface de terrain de 600 m².

## Distinctions
Falkenheim a été désigné en 1962 comme Schönste Siedlung Bayerns (plus belle localité  de Bavière) dans la catégorie petites localités.